# 柳条杜鹃
柳条杜鹃（学名：Rhododendron virgatum）为杜鹃花科杜鹃花属下的一个种。

## 扩展阅读
- 維基物種上的相關：柳条杜鹃